# Gál József (helytörténész)
Gál József (Szank, 1935. március 6. – Marcali, 2013. szeptember 19.) helytörténész tanár, író, múzeumigazgató.

## Életpályája
A Pest-Pilis-Solt-Kiskun vármegyei Szankon született, 1935. március 6-án. 1959-ben érkezett a Marcali gimnáziumba, mint történelem-földrajz szakos tanár. Egyéniségének köszönhetően, 1963-tól a hagyományos oktatási gyakorlat mellett óráinak szemléltető anyagai inspirálóan hatottak diákjaira, mellyel nagyszabású tárgygyűjtési hullámot indított el a gimnazisták körében. Az így összegyűjtött anyag kisebb-nagyobb iskolai és községi kiállítások megnyitásához, majd 1967-ben iskolamúzeum, 1972-ben pedig városi múzeum létrehozásához vezetett, de a szellemi hagyományok gyűjtésébe is bevonta diákjait.
1969-ben megjelent az Iskolai Honismereti Híradó első száma, amely a megye első honismereti periodikájának számított. Gál József szinte észrevétlenül a honismeret és a helytörténet megszállott híve lett, mely indíttatást tovább erősítették a Marcaliban élő lokálpatrióták is elvárva tőle, mint történelemtanártól, hogy lakóhelyük neves szülötteiről, a településhez kapcsolódó történelmi eseményekről a történelem órákon is tanuljanak a diákok.
Az 1960-as években meginduló megyei honismereti mozgalom egyik alapító tagja, a városkörnyék honismereti munkájának vezető egyénisége lett. 
Közben a gimnáziumban végzett honismereti munka, az iskolamúzeum, majd a községi helytörténeti kiállítások, tárlatok sikerei is nagyban elősegítették Marcaliban egy igazi múzeum létrehozásának tervét.
1972 novemberében végre megnyitotta kapuit Marcali Helytörténeti Múzeuma. Bár Gál József lett az első megbízott múzeumigazgató, de tényleges kinevezésére csaknem két évtized múlva került csak sor. Így továbbra is a gimnázium tanára maradt. 1983-ban az Első világháború somogyi hadifoglyainak történetének feldolgozásával egyetemi doktori fokozatot szerzett, majd ezt követően útjára indította a Helytörténeti Füzetek című kiadványsorozatot is azzal a szándékkal, hogy a füzetekben a teljesség igényével feltárja és elemezze a város történetének egyes szakaszait.
1984-ben lett a marcali múzeum félállású kutatója. 1991-től nevezték ki a marcali múzeum igazgatójává, 
mely tisztséget 1966-ban való nyugdíjba vonulásáig töltötte be.
2013. szeptember 19-én, 78 évesen érte a halál.

## Munkássága
Fő feladatának tekintette Marcali városának, városrészinek, és a környező települések történetének feltárása és publikálása, mellyel pedagógusi és kutatói hitvallása, életútja szorosan egybefonódott.
2007-ben publikálta kiemelkedő jelentőséggel bíró munkái közül Marcali Mohács előtti dokumentumait, majd pedig 2012-ben adta át Marcali város lakosságának Móricz Béla: Marcali története című kötetet. 
2013-ban pedig a Város Önkormányzatától megkapta a Marcali Város Díszpolgára címet és emlékérmet.